# Takakura
Cesarz Takakura (jap. 高倉天皇 Takakura tennō; ur. 23 września 1161 r., zm. 30 stycznia 1181 r.) – 80. cesarz Japonii, według tradycyjnego porządku dziedziczenia.
Przed wstąpieniem na tron nosił imię książę Norihito (jap. 憲仁親王 Norihito-shinnō).
Takakura panował w latach 1168–1180.
Mauzoleum cesarza Takakura znajduje się w Kioto. Nazywa się Nochi no Seikan-ji no misasagi.